# 邁丹 (文尼察區)
49°14′2″N 28°15′50″E / 49.23389°N 28.26389°E
邁丹（烏克蘭語：Майдан），是烏克蘭的村落，位於該國西南部文尼察州，由文尼察區負責管轄，面積2.21平方公里，海拔高度280米，2001年人口508，人口密度每平方公里229.76人。